# Gorganu, Argeș
Gorganu este un sat în comuna Călinești din județul Argeș, Muntenia, România.